# Base spatiale de Pituffik
Pour les articles homonymes, voir Thulé.
La base spatiale de Pituffik (Base aérienne de Thulé jusqu'en 2023) est la base la plus septentrionale de la United States Space Force depuis le 20 décembre 2019 et auparavant de l'United States Air Force (USAF), située à 1 524 km du pôle Nord.
Elle est située à environ une centaine de kilomètres au sud de la ville de Qaanaaq, qui porta également le nom de Nouvelle Thulé, parce qu'elle fut créée pour les habitants de la région, déplacés lors de la construction de la base.
Cette dernière se trouve dans une région côtière du Nord-Ouest du Groenland, enjeu géopolitique crucial pour le Danemark, qui entend conserver les bonnes grâces de son allié américain. En effet, l'administration Bush souhaitait faire de la base militaire de Thulé un des maillons du bouclier antimissile américain.
Elle est un maillon important de la chaîne de radars du Commandement de la défense aérospatiale de l'Amérique du Nord (NORAD) — prévue pour détecter les éventuels tirs de missile balistiques venant d'Eurasie — depuis le début de la guerre froide, et une station de surveillance de satellites de l'Air Force Space Command.
Sa piste de 3 000 mètres accueille environ 2 600 vols militaires et internationaux par an.

## Historique
En 1941, alors que le Danemark était occupé par l'armée allemande, l'ambassadeur danois à Washington, Henrik Kauffmann, autorisa les États-Unis à établir des bases au Groenland, contre l'avis du gouvernement danois de Thorvald Stauning.

### Années 1950

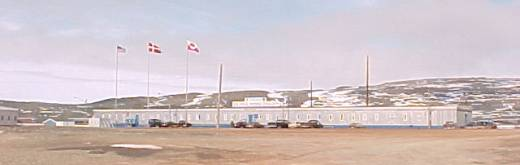
Un des bâtiments de la base avec les drapeaux américains, danois et groenlandais au début du XXIe siècle.

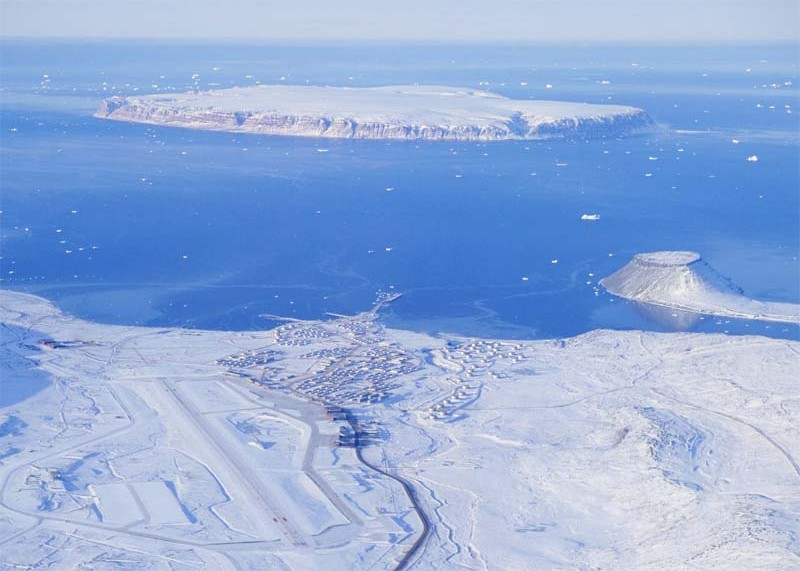
Vue aérienne de la base.

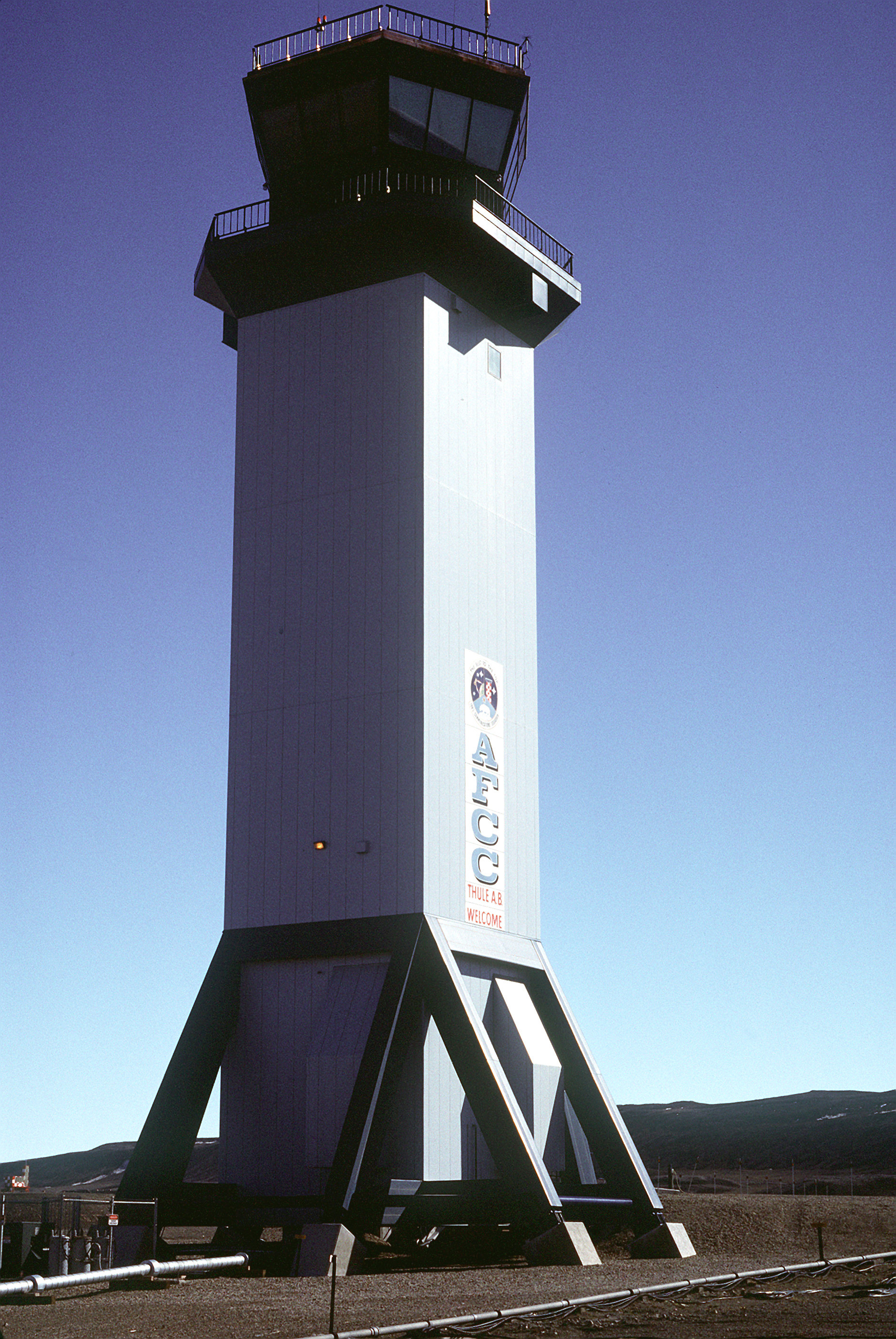
La tour de contrôle de Thulé en 1989.

Cette implantation militaire américaine fut renforcée en 1951 dans le cadre de l'OTAN, étant donné la valeur stratégique de la colonie danoise au début de la guerre froide. Le Danemark ne prit pas la peine de consulter la population locale, représentée par le Conseil des chasseurs, pour donner son feu vert à l’agrandissement de la base aérienne américaine, et ordonna en mai 1953 le déplacement des autochtones de Thulé (les Inughuits), une petite communauté inuite vivant de la chasse et de la pêche traditionnelles. Les 187 représentants du peuple le plus septentrional au monde furent contraints de quitter leurs terres millénaires en quelques jours pour s’exiler à Qaanaaq, à cent cinquante kilomètres au nord. Ils ne reçurent un dédommagement qu'en 1999.
Aux effets dramatiques de ce déplacement de population s’ajouta un fort ressentiment envers les Américains. La base militaire, transformée en secret en base pour bombardiers stratégiques, devint une véritable enclave de l’armée américaine, accueillant des milliers de militaires. Des Convair B-36 Peacemaker et des Boeing B-47 Stratojet y eurent ainsi leur base pendant les années 1950, puis des Boeing B-52 Stratofortress de la fin des années 1950 aux années 1960. L'armée américaine y testa également le caractère opérationnel et la résistance de ses armes dans des conditions de froid extrême.
Le 16 juin 1951, Jean Malaurie et son ami inuit Kutsikitsoq découvrirent fortuitement la base. Leur découverte fut relatée dans un ouvrage publié quatre ans plus tard.
En 1954, l'armée américaine procéda à la construction de la Globecom Tower (en), un mât radio d'une hauteur de 378 mètres. Ce mât est isolé de la terre et utilisé pour les transmissions télex sur grandes ondes. Il est construit sur un sol chaud en permanence. Au moment de sa construction, il s'agissait de la troisième plus haute construction humaine.
Durant l'hiver 1956-1957, des B-47 effectuèrent des vols de reconnaissances à partir de Thulé pour inspecter les défenses soviétiques. Ils étaient ravitaillés en vol par des Boeing KC-97 Stratofreighter.
En 1959, la base de Thulé fut la principale base de soutien pour la construction du Camp Century à quelque deux cent quarante kilomètres de la base. Creusé dans la glace, Camp Century était une base militaire souterraine visant à héberger des missiles nucléaires le plus près possible de l'URSS. Alimenté par un réacteur nucléaire transportable, il fut en fonction entre 1959 et 1967. Le projet fut abandonné, mais permit au géophysicien Willi Dansgaard d'obtenir les premières carottes de glace jamais analysées.

### Années 1960
En 1961, un radar du Ballistic Missile Early Warning System (BMEWS) fut construit au site J à 21 kilomètres au nord-est de la base principale. Le BMEWS fut développée par Raytheon Corporation pour avertir l'Amérique du Nord en cas d'attaque de missile transpolaire depuis l'Union soviétique ou depuis des sous-marins situés dans l'océan Arctique ou le Nord de l'océan Atlantique. À ce moment-là, Thulé était à son apogée et environ dix mille personnes y travaillaient.
À partir de juillet 1965, la base de Thulé connut un ralentissement général de ses activités. L'unité qui y était installée fut désactivée. En janvier 1968, la population de la base n'était plus que de 3 370 personnes.
Le 21 janvier de la même année, un B-52 transportant quatre bombes nucléaires s'écrasa près de la base de Thulé.

#### Accident du B-52
La communauté inuite contesta encore plus vivement la présence de troupes américaines après l'accident d'un B-52 américain qui s’abîma dans l'océan Arctique le 21 janvier 1968, près du Groenland. Ce bombardier transportait quatre bombes nucléaires, dont trois furent pulvérisées contre la banquise ou tombèrent en mer : l'une d'elles ne fut jamais récupérée.

### Années 1970 et 1980
En 1982, Thulé devint une base de l'Air Force Space Command.

### Années 2020
Elle dépend actuellement de la United States Space Force fondée le 20 décembre 2019.
La base de Thulé change de nom en avril 2023, devenant la Base spatiale de Pituffik, afin de mieux refléter le nom Groenlandais local et sa nouvelle vocation spatiale.

### Unités militaires actuelles
- 821st Air Base Group
  - 821st Support Squadron
  - 821st Security Forces Squadron

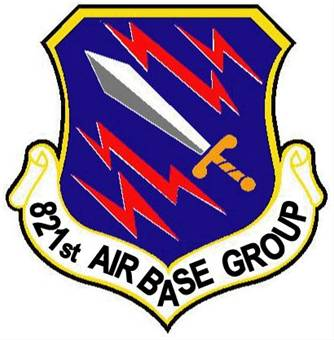
Insigne du 821st Air Base Group.

- 12th Space Warning Squadron, chargé du radar du BMEWS.
- Det. 3, 22nd Space Operations Squadron

## Situation

### Carte des aéroports du Groenland
| \| 50 km1:7 213 000 \| Aasiaat · Paamiut · Nerlerit Inaat Ittoqqortoormiit Nuuk · Narsarsuaq Ilulissat · Upernavik Qaanaaq Kangerlussuaq · Maniitsoq Sisimiut Thulé Kulusuk |
| 50 km1:7 213 000 |

## Climat
La base spatiale de Pituffik est soumise à des conditions climatiques très rudes avec de longs hivers très froids en raison de sa localisation très au-delà au nord du cercle polaire arctique.
| Mois                              | jan.  | fév.  | mars  | avril | mai  | juin | jui. | août | sep. | oct.  | nov.  | déc.  | année |
| --------------------------------- | ----- | ----- | ----- | ----- | ---- | ---- | ---- | ---- | ---- | ----- | ----- | ----- | ----- |
| Température minimale moyenne (°C) | −27   | −28,4 | −27,8 | −21   | −8,6 | −0,7 | 2,1  | 1,6  | −4   | −12,8 | −20,1 | −25   | −14,3 |
| Température moyenne (°C)          | −23,3 | −24,6 | −24,1 | −17   | −5,6 | 1,5  | 4,6  | 3,8  | −1,7 | −9,8  | −16,6 | −21,6 | −11,2 |
| Température maximale moyenne (°C) | −19   | −20,6 | −20,1 | −12,8 | −2,6 | 4,2  | 7,4  | 6,2  | 0,6  | −6,7  | −12,9 | −17,8 | −7,8  |
| Précipitations (mm)               | 6     | 6     | 4     | 6     | 7    | 7    | 16   | 24   | 18   | 12    | 10    | 8     | 124   |